# بوربور (ارومیه)
بوربور، روستایی است از توابع بخش مرکزی شهرستان ارومیه استان آذربایجان غربی ایران. به ریاست شورای اسلامی دکتر رحیم کحکلو

## جمعیت
این روستا در دهستان باش‌قلعه قرار داشته و بر اساس سرشماری سال ۱۳۸۵ جمعیت آن ۱۳۳ نفر (۳۵ خانوار)
بوده‌است.